# Mundo de caramelo
«Mundo de caramelo» es una canción de la cantante mexicana Danna Paola. Fue lanzada el 10 de febrero de 2008 a través de Universal Music México como segundo sencillo de su EP homónimo. El 8 de marzo de 2009 se relanzo como sencillo de la banda sonora de la telenovela Atrévete a soñar (2009).

## Lista de canciones
- Mundo de caramelo (Versión original)
- Mundo de caramelo (Versión Atrévete a soñar)
- Mundo de caramelo (Versión acústica)
- Mundo de caramelo (Versión navideña)
- Mundo de caramelo (Versión rock)
- No se va No se va (Versión cachonda)
- Bebé Dame (Versión original)

## Posicionamiento en listas
| Lista (2009)              | Mejor posición |
| ------------------------- | -------------- |
| México Top 100 (AMPROFON) | 43             |

## Premios
2009
- Premios Oye! - Mejor tema de telenovela, película o serie de TV[2]

2010
- Premios TVyNovelas - Mejor tema musical[3]

## Versiones
- En 2022 el músico madrileño José Riaza lanza una versión balada dentro de su álbum Cleptomanías II. En ella el piano es interpretado por uno de sus autores Pedro Dabdoub.